# Louis Maillard (Astronom)
Louis Maillard (* 28. September 1867 in Vevey; † 7. Januar 1938) war ein Schweizer Astronom mit französischen Wurzeln.
1902 wurde Maillard als Nachfolger von Charles Dufour (1827–1902) Professor für Astronomie und Mathematik an der Universität Lausanne. Er gründete 1907 ein Komitee für ein Observatorium an der Universität Lausanne, das aber trotz eines Mäzens erst nach dem Ersten Weltkrieg realisiert werden konnte. Als es 1928 in Betrieb ging, war Maillard schon pensioniert. Sein Nachfolger wurde 1928 Gustave Juvet.
Maillard war Gastredner auf dem Internationalen Mathematikerkongress 1920 in Straßburg (Mise au point des hypothèses cosmogoniques nébulaires). Er schrieb Bücher über Kosmologie und deren Geschichte.

## Schriften
- Cosmogonie et gravitation. 1922
- Quand la lumière fut. 2 Bände, 1922, 1923 (populärwissenschaftliches Buch über Kosmologie und ihre Geschichte)